# Иван Солоневич
Иван Лукянович Солоневич (на руски: Ива́н Лукья́нович Солоне́вич, на беларуски Іван Лук'яновіч Саланевіч) е руски писател, мислител, публицист, издател, историк, политик и спортист от беларуски произход. Участва в метежа на генерал Лавър Корнилов и в Бялото движение. Попада в ГУЛАГ след няколко неуспешни опита да избяга от СССР. През юли 1934 г. заедно със сина си и брат си успява да избяга от лагерите. Живее в емиграция във Финландия, България, Германия, Аржентина и Уругвай. Издава няколко вестника, първият от тях „Голос России“ и вторият „Наша газета“ – в България. Пропагандира идеята за самобитността на руската самодържавна монархия. Организира т. нар. народно-имперско („щабс-капитанско“) движение, пропагандира идеята за оригинална руска народна самодържавна демократична ограничена монархия. Същевременно критикува не само социализма, фашизма, социалдемокрацията, но и всякакви опити за организиране на държавния живот на Русия чрез заимствани идеологии (-изми), Той излага идеите си в множество трудове, особено в концептуалния труд „Народна монархия“, написан под влияние на работата на Л. А. Тихомиров „Монархическа държавност“, и доктриналният „Бялата империя“, който пише по време на престоя си в София. Според него народната монархия може да бъде идеал, към който е необходимо да се върви, дори ако монархията не може да бъде възстановена и в страната официално бъде провъзгласена друга политическа система.

## Биография

### Произход и образование
Роден е през 1891 г. в Цехановец, днес в Подляско воеводство в Североизточна Полша (Ciechanowiec), а тогава в Гродненска губерния на Руската империя. Между изследователите и неговите биографи все още няма консенсус по въпроса за родното му място. В документи, съставени от самия Солоневич или от негови думи, се посочват най-малко шест селища като място на раждане (Ухановец, Гродно, Новоселки, Рудники, Шкурец и Цехановец). Майка му Юлия Викентиевна, в девичество Ярушевич, е била дъщеря на православен свещеник, по-малка сестра на историка представител на школата н „западнорусизма“ А. В. Ярушевич, загинал по време на Гражданската война в Русия. Баща му, селският учител Лукян Михайлович, е със селски произход. В семейството, освен Иван, има още двама братя – Всеволод (роден 1895 г.), Борис (1898 – 1989) и сестра Любов (родена 1900 г.). Солоневич е журналист, издател и селски учител, както и приятел на Пьотър Столипин.
В началото на XX век родителите му се разделят, без да се развеждат официално, и в продължение на няколко години (до смъртта на Юлия Солоневич през март 1915 г.) баща му всъщност има две семейства. Втората съпруга му ражда син Евгений и две дъщери. По-късно Иван многократно изтъква в своите статии, че е израснал в „селско-свещеническо семейство“, „много консервативно и религиозно настроено“, придържащо се към руската култура и традиции. До края на живота си бащата внушава на Иван идеята за недопустимостта на разрешаването на социалните конфликти чрез насилие, за еволюцията като единствен приемлив начин за прогрес на държавата и неприкосновеността на частната собственост. Бащата на Иван е убеден, че самодържавието създава най-добрите условия за развитие и просперитет на хората и оказва влияние върху бъдещата имперска идеология на Иван. Впоследствие Л. М. Солоневич става служител по статистиката в Гродно, след това журналист, редактор на вестник „Гродненские губернские ведомости“, а след това издател на вестник „Северо-западная жизнь“, голямо западноруско издание. П. А. Столипин, който става губернатор на Гродно през 1902 г., привлича вниманието към него и му оказва подкрепа, включително парична.
През 1912 г. Иван Солоневич завършва задочно Виленската гимназия. През 1913 г. започва да следва право в Санктпетербургския императорски университет. През февруари 1914 г. става вицешампион в националното първенство на Руската империя по тежка атлетика в Рига, а през пролетта се жени за Тамара Воскресенска.
На 15 октомври 1915 г. се ражда синът им Юрий. Същата година Солоневич започва работа във влиятелния вестник „Новое время“. Като журналист в този вестник наблюдава Февруарската революция, като категорично не приема нито нея, нито последвалата Октомврийска революция.
След завземането на властта от болшевиките Иван заедно с жена си бяга на юг и участва в Гражданската война в Русия на страната на Бялото движение. През 1920 г. не успява да се евакуира заедно с Бялата армия и остава в Съветска Русия. В началото на юни с.г. е арестуван от Одеската ЧК и заедно с жена му и детето им е изпратен в затвора, но благодарение на млад евреин на име Шпигел, който има отношение към работата на ЧК и унищожава уликите от делата, в края на август тримата са освободени.

### В СССР
След освобождаването от затвора те се преместват в град Ананиев, близо до Одеса, където ги посещава Борис Солоневич. Братята организират „пътуващ цирк“, обикалят селата, организират силови представления – борба и боксови мачове (за известно време те се представят заедно с Иван Поддубни). Плащат им в натура, главно с оскъдна храна. През лятото на 1921 г. семейство Солоневич се завръща в Одеса, където наемат апартамент в центъра на Одеса и си търсят работа. Тамара първа си намира работа – в Американската администрация за борбата с глада в Поволжието (на английски: American Relief Administration, ARA). Иван работи като хамалин, за да изхрани семейството. През 1922 г. постъпва на работа като инструктор в кооперацията на 51-ва дивизия. През 1921 – 1925 г. Солоневич ръководи „Първи Одески спортен клуб“, подчинен на Всевобуч (на руски: всеобщее военное обучение). Спортната работа в клуба се ръководи от група бивши членове на дружество „Сокол“. Солоневич работи и като спортен инструктор в Одеския губернски продоволствен комитет и инспектор в Одеския съвет по физическо възпитание. По това време на юг живее и Евгений Солоневич, който се занимава с промишлен риболов в Ялта. През 1924 г. Иван Солоневич започва да публикува в съветския спортен печат – „Красный спорт“ и „Вестник физической культуры“.
През есента на 1925 г. Иван Солоневич, благодарение на известността си в спортния свят, успява да си намери работа като председател на секцията по вдигане на тежести към Научно-техническия комитет на Висшия съвет по физическо възпитание. Тогава вдигането на тежести включва свободна борба и самоотбрана. Година по-късно съпругата и синът му се преместват в Москва, а самият Солоневич получава работа като инспектор по физическо възпитание в културния отдел на Централния комитет на Съюза на съветските служещи от търговията (ССТС). Съпругата му получава работа като преводач в Комисията за външни връзки към Всесъюзния централен съвет на профсъюзите. Солоневичи се настаняват в стаята на брата Борис, която е получил като инспектор по физическа подготовка на флота, но след като е заточен в Соловки, стаята е дадена на Иван. В апартамента на дом номер 75 на ул. „Тверская“, където живее Солоневич, има седем стаи, в които са настанени осем семейства. Едно от тях живее в банята. Условията на живот в Москва по това време са непоносими и Солоневич и семейството му се преместват извън града, във вилната зона Салтиковка.
Солоневич се занимава с фоторепортажи, спортна журналистика, написва шест книги на спортни теми, изнася доклади на спортни теми. През 1928 г. Солоневич подготвя помагало с обем над триста страници: „Вдигане на гири“ (Гиревой спорт) за Всесъюзния централен съвет на профсъюзите и „Самозащита и нападение без оръжие“ за издателството на НКВД на РСФСР. То е публикувано в списанията „Физическая культура и спорт“, „Активист“, „Вопросы стенографии и машинописи“, „Теория и практика физкультурной работы“, „Медицинский работник“, „Наша газета“. Многократно е канен в отбора на НКВД „Динамо" за консултации с треньорите на дружеството. През 1927 г. му предлагат да стане ръководител на клуба на съветската търговска мисия в Англия, но назначаването е осуетено от дипломатически скандал между СССР и Англия заради подозрения, че някои служители на съветската търговска компания APKOC се занимават с шпионаж. През 1928 г. се проваля командировка на Солоневич в чужбина за закупуване на спортно оборудване, тъй като ОГПУ отказва да му издаде изходна виза без обяснение. През 1930 г. Солоневич е уволнен от ССТС и получава работа като инструктор по физическо възпитание в асоциация за търговско сътрудничество. Същевременно Тамара Солоневич е назначена като референт-преводач в Международния комитет на миньорите в Профинтерна, а от 1928 до 1931 г. – в съветската търговска мисия в Берлин. След завръщането си от Германия отново работи като преводач, а през 1932 г. сключва фиктивен брак с германски гражданин и легално заминава с него за Германия.
Иван и Борис вземат окончателно решение да избягат от Съветския съюз и сериозно се подготвят. От 1927 г. Иван Солоневич редовно пътува до Ленинград под прикритието на журналистическа работа и се занимава с подготовката за бягството. В апартамента на семейство Пржиялговски се събира антисъветска компания. В нея обаче прониква секретният сътрудник на ОГПУ Н. А. Бабенко, който е посветен в плановете за преминаване на границата.
Първите два опита за бягство се провалят, тъй като Солоневич преценява, че групата не е достатъчно подготвена за преход през тежкия терен в условията на рязко застудяване. При третия опит през септември 1933 г. бегълците – Иван, Борис и Юрий, съпругата на Борис Ирина Пелингер и още един човек – са арестувани във влака за Мурманск. Те са предадени от Бабенко, като в операцията по проследяването и задържането участват 36 дегизирани чекисти. Иван и Борис получават 8 години в изправително-трудовите лагери, а Юрий като непълнолетен – три.
През януари баща, син и брат са изпратени в Беломорско-балтийския лагер (Белбалтлаг). По-късно Иван и Юрий са преместени в друго отделение на същия лагер – в Медвежегорск. Преди да се разделят с Борис, уговарят дата на бягството – 28 юли 1934 г.
Възниква опасност Иван Лукянович да бъда изпратен във Водораздел, на 250 км от границата с Финландия. Това сериозно би затруднило планираното бягство и дори може да го осуети напълно. Затова той изпраща докладна записка до началника на Белтбалтлаг Дмитрий Успенски, в която предлага провеждането на общолагерна спартакиада.
Под това прикритие двамата със сина му започват подготовка за бягство, като в уречения ден – 28 юли 1934, то най-сетне става факт. На 14 август 1934 г. баща и син пресичат финландската граница. Борис Солоневич също успява да избяга и пресича границата два дни по-рано. В първото финландско семейство, където попадат, те са посрещнати радушно и придружени до граничния пункт. Там са обискирани и разпитани, но отношението на финландските граничари е общо взето добронамерено. Иван предполага, че семействата на баща му и брат му Евгений ще пострадат от бягството им, както и от литературната му дейност. Но той така и не узнава, че са разстреляни.
Във Финландия Иван Солоневич работи като хамалин на пристанището в Хелзинки и започва да пише книга за преживяното в СССР.
Притеснени от възможните последици от включването на Солоневич в антисъветската дейност на емиграцията, чекистите започват кампания за компрометиране на братята. Под ръководството на Б. Д. Берман, заместник-началник на 4-ти (Секретно-политически) отдел на ГУГБ на НКВД на СССР, добре запознат с бягството на Солоневичи и получил цялата информация за тях, е разработена операция по „изтичане на секретни документи“. В тях братята са посочени като агенти на НКВД, проникнали в Руския общовоински съюз (РОВС). Легендата е, че въпреки статута на затворници, те са били служители на НКВД преди (Иван) и дори по време на бягството си (Борис като инструктор), така че техните роднини не са репресирани. В началото на януари 1935 г. тя е докладвана от двоен агент, за когото НКВД знае, че предава информация за контактите си с чекистите на финландската тайна полиция. Скоро сред емигрантите започват да се разпространяват слухове за „работата“ на братя Солоневич в НКВД.
Междувременно Иван Солоневич е зает с подготовката на книгата „Русия в концлагер“ – едно от първите описания от първо лица на системата на лагерите в СССР. На 20 януари 1935 г. той започва да я печата на части във вестник „Последние новости“, издаван в Париж. Солоневич постепенно придобива известност и авторитет. Той изнася лекции, публикува статии и есета в списанията „Журнал Содружества",„Иллюстрированная Россия", „Современные записки", вестник „Последние новости" . Докато са във Финландия, братя Солоневич осъзнават, че за да водят активна антиболшевишка борба, трябва да се преместят в Западна Европа. Всички опити за получаване на визи за Франция, Германия, Англия, Белгия и дори Югославия обаче са неуспешни. НКВД активно им пречи да пътуват, използвайки агентурната си мрежа. Така например, в Германия са пуснати фалшиви писма до генералния консул и Гестапо, в които се твърди, че Солоневич са съветски агенти. В Гестапо вземат предпазни мерки и започва разследване, като инструкции с името на Солоневич са изпратени до всички гранични пунктове. В резултат всички усилия на РОВС[поясни], включително лично на генерал-майора от руския Генерален щаб в емиграция А. А. фон Лампе за получаване на виза са неуспешни. През септември 1935 г. приятелят на Борис от гимназията Клавдий Фос, адютант на началника на 3-то управление на РОВС в България генерал Ф. Ф. Абрамов, кани братята да се преместят в София, като им обещава съдействие за получаване на визи. През 1936 г. визите са получени с подкрепата на РОВС, както и на НКВД – на Лубянка разбират, че ако заминат за Германия, Солоневич могат да се излъзнат от наблюдение. Напротив, в България те ще бъдат „под похлупак“. Така братя Солоневич заминават за България.

### В България
През пролетта на 1936 г. със съдействието на руския офицер капитан Клавдий Фос визата за България е получена. Руският общовоински съюз заплаща преместването на Солоневич в България и те пристигат в София на 8 май 1936 г. В България вече ги очакват Клавдий Фос и председателят на 3-ти отдел на РОВС в България генерал Ф. Ф. Абрамов, както и синът му Н. Ф. Абрамов, който по-късно се оказва агент на НКВД. Скоро след пристигането си Солоневич се запознават с влиятелни хора от руската Бяла емиграция в България като началника на руския отдел на тайната полиция А. А. Браунер и протопрезвитер Г. И. Шавелски. Те са взети „на разработка“ от резидента на НКВД в София и съветското външно разузнаване в България Василий Терентиевич Яковлев, сътрудник на съветската легация в София от март 1935 г.
Иван Солоневич веднага се заема да организира издаването на своя вестник. Той успява да получи на свое разположение нерентабилния вестник „Голос Труда“ и го преименува. На 18 юни 1936 г. излиза първият брой на новия вестник „Голос России“. Така се сбъдва отколешната мечта на Иван Солоневич да издава собствен вестник. В публикуването на вестника участват брат му Б. Л. Солоневич, бившият депутат от Руската Дума В. В. Шулгин, руският националист В. А. Ларионов, публицистът и поет С. Л. Войцеховски, руският поет и издател Б. А. Суворин и други. Откритият, безкомпромисен стил на вестника скоро привлича все повече читатели. По-късно Солоневич разработва своя собствена концепция за възпитателната работа сред емиграцията, особено сред по-младите, родени извън Русия. Според него по-голямата част от неговите поддръжници са емигранти, които той нарича „щабскапитани“. Те съзнателно се дистанцират от политическите борби, партийните дрязги и амбициите на емигрантските лидери, но са пламенни патриоти на Русия, готови да посветят всичките си сили на борбата срещу болшевизма. Скоро тиражът на вестника нараства от 2000 на 10 000 екземпляра и изданието започва да се изплаща.
В столицата на България излиза и книгата му „Русия в концлагер“ („Россия в концлагере“), която се превръща в световен бестселър и бива преведена на 17 езика, вкл. на японски, но така и не е преведена на български. Тамара пристига в София и семейните дела също потръгват.
Виждайки успеха на вестника сред емигрантските среди, включително и аполитичните, Солоневич започва да обмисли създаването на организация, която да обедини хората за действие, ако някога се върнат в Русия. В края на юли 1936 г. той предлага сътрудничество на началника на отдела за пропаганда на евразийското и Руското освободително национално движение (РОНД) барон А. В. Мелер-Закомелски. Баронът се изказва с одобрение за вестника, съгласява се да го разпространява във всички клонове на РНСД, но отказва да сътрудничи за създаване на Антиболшевишка коалиция, тъй като според него „не ѝ е дошло времето“. В отговор на призива на вестника към читателите за солидарност в различни страни започват спонтанно да възникват кръгове от съмишленици. Солоневич развива „идеята за Бялата империя“, която по-късно води до доктриналния му труд „Белая империя“. Освен това Солоневич публикува есето „Россия в концлагере“, което му носи световна слава и финансова независимост. Първото издание от 2000 екземпляра излиза в Париж със средства на НСНП, второто при същите условия, а третото в 3000 екземпляра е на собствени разноски на Солоневич. Впоследствие Иван и Борис Солоневич изнасят поредица от доклади в различни градове на Югославия.
Междувременно, когато Солоневич се отдалечава от РOВС, там са обхванати от истинска мания за преследване и се ширят подозренията към братя Солоневич. Подхранвани от предупрежденията на генерал С. Ц. Доброволски, които той не спира да изпраща от Хелзингфорс, ръководителите на „вътрешната линия“ проверяват цялата кореспонденция на Солоневич. Подчинените на Браунер и лично Н. Ф. Абрамов се занимават с проверка и копиране, както и с анализ на информация за адресатите. Подозрения събуждат всички външни контакти на братята, преместването на Тамара Солоневич в София и т.н. Заливат ги вълна от доноси за тяхното уж подозрително поведение. Стига се дотам, че над братя Солоневич е установено външно наблюдение. НКВД също не спира усилията си не само да подклажда тези подозрения, но и да затяга примката около Солоневич. Но опитът за провеждане на операция за залавяне и извеждане на който и да е от тях, иницииран от Берман, се проваля. На Лубянка решават, че резидентът в София В. Т. Яковлев успешно се справя със случая и те се отказват от идеята за привличане на Одеското ОГПУ с техните агенти. В Чуждестранния отдел на НKВД е разработен план за операция по компрометиране на Солоневич пред РOВС. В съветските списания, които получава Солоневич, се оставят белези, имитиращи шифър. На 13 юли 1936 г. на улицата е устроена уж случайна среща на Борис Солоневич със сътрудник на съветската легация, когото той не познава. Нещо повече – акцията преднамерено е разиграна пред очите на „външния“ наблюдател от РОВС. Тя е заснета и изпратена в доклад до Ф. Ф. Абрамов, който информира генерал Евгений К. Милер (1856 – 1939), а той от своя страна – генерал майор Н. В. Скоблин (1893 – 1937 или 1938). По-късно ген. Милер е похитен в Париж, доставен в Москва и загива на Лубянка; Скоблин също изчезва. И досега съдбата му остава неизвестна – според Судоплатов се е „озовал“ в Мадрид по време на Гражданската война и загинал при бомбардировка, според друга версия е убит от агенти на НКВД край Париж, или на борда на съветски кораб. Генерал Милер не приема информацията категорично, но Фос и Браунер настояват за ликвидирането на братя Солоневич. Сътрудници на РОВС дори правят опит за убийството им без разрешението на Абрамов (който се бои да предприеме драстични мерки от страх да не загуби доверието на българските власти), но то е предотвратено от българската полиция. Слуховете и подозренията за братя Солоневич продължават да се разпространяват сред емиграцията. Партията на младоруснаците се включва активно в дискредитирането на братята, техният орган „Бодрость“ отпечатва разобличаващи ги материали в почти всеки брой. В пражката печатница на Младоруската партия е отпечатана брошурата „В съюз с Троцки: истината за братя Солоневич".; В София пълномощният представител (полпред) на СССР Ф. Ф. Разколников информира българското ръководство, че „угаждането на провокативната дейност на „Голос России“ може да доведе до влошаване на съветско-българските отношения". Иван и Борис Солоневич са извикани на разпит. Сред емигрантите подозренията срещу Солоневичите се засилват, когато, завръщайки се от пътуване до Франция, Иван, по искане на Ф. Ф. Абрамов, се обявява в подкрепа на Скоблин и знаменитата оперна певица Н. В. Плевицкая, вече открито обвинени в сътрудничество с болшевиките след отвличането на генерал Милер.

### Атентат
В началото на 1937 г., по указания на вр.и.д. началник на Чуждестранния отдел на НKВД С. М. Шпигелглас (Соломон Мовшевич-Менделевич Шпи́гельглаз, 1893 – 1940. Майор от НКВД, репресиран и разстрелян) започва подготовка за отстраняването на Иван Солоневич. В София няколко месеца се подготвя бомба. На 3 февруари 1938 г. в къщата на ул. „Цар Иван Асен II“ №38, където живее семейство Солоневич и се помещава редакцията на вестника, е доставен „пакет книги“ за Иван Солоневич, а всъщност бомба. Тя избухва, когато секретарят Николай Михайлов отваря пратката. Организаторите на атентата предполагат, че Иван Солоневич сам ще отвори пакета, тъй като книгите са негова страст. Но сутринта той спи, противно на обичайния си навик, защото си легнал на разсъмване. При експлозията загиват Н. Михайлов и Тамара Солоневич. Иван и синът му Юрий по чудо не са пострадали, а Борис по това време вече живее в Белгия. Полицията не успява да установи кой е донесъл бомбата. Заподозрени са и онези членове на РОВС, които не крият намеренията си да убият Солоневич. Полицията конфискува цялата валута на семейството, натрупана за черни дни, както и обзавеждането. Изпаднал в състояние на крайна депресия от загубата на жена си и опасявайки се от нови опити за убийство, Иван Солоневич се възползва от възможността да получи виза за Германия. След експлозията и смъртта на Тамара подозренията към Солоневич са снети. На 9 март 1938 г. Иван напуска България със сина си. Не след дълго „Голос России“ е закрит под съветския натиск от българските власти. Същата съдба има и вестник „Наша газета“, който излиза също в България през 1938 – 40 г.
Години по-късно Юрий Солоневич си спомня: „Когато това нещо бумна, то буквално обърна наопаки всичко, изби вътрешните стени, врати и прозорци. Ние имахме една голяма стая, около нея 4 или 5 малки, както и коридор, дълъг двайсетина метра, който водеше към спалнята на татко. Бомбата са донесли рано сутринта… Аз спях в съседната стая. Голямата стъклена врата се разлетя на парчета. Малко преди взрива се събудих и се прикрих с одеялото. Когато всичко свърши, погледнах от кревата си и видях, че всичко е в стъкла. Провървя ми… Татко беше в спалнята си и взривът не стигна до него. Колка Михайлов бе разкъсан на такива парчета, че нямаше какво да се погребе."
Човекът, донесъл бомбата, така и никога не е установен. Справката в Централна поща показва, че в този ден не е имало колети за вестника, а експлозията е причинена от поне 5 кг взрив, най-вероятно пироксилин. Вътрешните стени на етажа са разрушени напълно. Иван и синът му оцеляват по чудо само защото били в леглата си, взривната вълна минала над тях. От жителите на района е получена информация за неизвестен мъж, облечен с тъмносиво или кафяво палто, който седмица преди взрива редовно се разхождал наоколо в утринните и следобедните часове. Вестник "Зора“ от 5 февруари 1938 г. възпроизвежда показанията на Методий Фотев, който минавал до дома на Солоневич на 3 февруари. Веднага след взрива той видял неидентифициран мъж, който му изкрещял „Бягай!“. Понеже Фотев бързал да окаже помощ на ранените, той не му обърнал внимание. Показанията на Фотев и дуги свидетели в доста голяма степен съвпадат, но полицията не може да установи имал ли е "човекът с кожуха“ някакво отношение към атентата. Съдейки по това, че въпросният тип е говорил зле български и по показания на други свидетели се е навъртал в квартала от няколко дни, полицаите стигат до извода, че мъжът е чужденец и че именно в донесения от него пакет е бил експлозивът. За Солоневич няма съмнение, че бомбата му е пратена от Кремъл. Друг източник изказва предположение, че РОВС би могъл да я е поръчал, тъй като отстраняването му е било в интерес както на РОВС, така и на НКВД. Писателят получава още един удар – при огледа полицията открива в дома му два пакета с големи суми чуждестранна валута – долари, холандски гулдени, японски йени и др., на обща стойност над 120 хиляди лева. Абонаментът за един всекидевник примерно бил 280 лева годишно. Тъй като Солоневич не е декларирал валутата според законовите изисквания, тя е конфискувана. В частен разговор, „приватно“, както пише Иван Солоневич, българската полиция му съобщила, че бомбата е сглобена в съветското посолство Доказателства за това липсват. [30]]
В книгата си „Солоневич“ неговият биограф Константин Сапожников изважда на бял свят следните доказателства от съветските тайни архиви. Още в началото на 1937 г. НКВД решава да „обезвреди“ братя Солоневич, определяйки ги като най-злостни „опозиционери“ и врагове на режима. Москва следи всяка тяхна стъпка в София чрез мрежата на резидента си Василий Яковлев (1889 – 1950), чекист от 1921 г., който в периода 1935 – 38 г. дърпа конците на мощна агентурна мрежа на територията на България. Особено полезен им е агент „Гарван“ (Николай Абрамов), син на председателя на Руския общовойскови съюз в България генерал Фьодор Абрамов, който държи филателен магазин на „Витоша“ и бързо се сближава с братята.
С делото „Солоневич“ е запознато цялото тогавашно ръководство на НКВД – Николай Ежов, Яков Агранов, Слуцки… Гневът на Москва се засилва след появата на „Россия в концлагере“ и преводите на чужди езици, вкл. на японски. И още повече след опита на фамилията Солоневич да организират младото поколение на емиграцията.
Размахът на двамата братя – от София до Токио – очевидно дразни отговарящия за „външните операции“ Шпигелглас (замесен и в атентата в „Св. Неделя“), който поставя с широкия си почерк следната резолюция: „Не е ли време да се обезвредят?“.След това се задейства добре смазаната машина на „службите за смърт“, която изглежда, че действа до ден днешен.
Клесмет, заместникът на Шпигелглас, поръчва „устройството“ на украинските си колеги, тъй като в Киев работи спецлаборатория на НКВД, експериментирала с най-новите взривни вещества. През 1937 г. обаче посланикът Фьодор Разколников подава сигнал от София, че му е необходимо време, за да задвижи някаква пропагандна кампания срещу братята Солоневич, т.е., търси се „повод“.
Що се отнася до книгата „Россия в концлагере“, тя никога не е публикувана на български език. След атентата митрополит Стефан, както научаваме от българската преса, подема инициативата тя да бъде издадена с подкрепата на Светия синод. Това така и не се случва – впрочем, и до ден днешен.

### Германия, Аржентина и Уругвай
В началото на Германо-съветската война нацистите се опитват да привлекат на своя страна мислителя. Предлагат му пост в беларуското колаборационистко правителство. Той отхвърля предложението и изпраща до Хитлер меморандум, в който заявява, че войната срещу Русия и руския народ ще завърши с разгром на Третия райх. За разлика от мнозина видни руски емигранти, които подкрепят нацистка Германия, а други обратно, заминават за СССР, Солоневич категорично отказва каквито и да било контакти и колаборационизъм както с Третия райх и власовците, така и с болшевиките.
През октомври 1941 г. Иван Лукиянович е арестуван от Гестапо и заточен в Темпелбург (Померания – днес град Чаплинек в Полша, Западнопоморско воеводство). Там той се запознава с втората си съпруга – немкинята Рут Бетнер, и продължава да пише въпреки наложената му забрана да се занимава с политическа дейност, в това число с журналистика. В средата на януари 1945 г. заедно със семейството на сина си бяга от заточението.
От 1945 до 1948 г. живее в британската окупационна зона, после от 1948 до 1950 г. – в Аржентина, където основава съществуващия и до днес вестник „Наша страна“. В резултат на интриги сред емиграцията е изгонен и се преселва в Уругвай.

### Смърт
Иван Солоневич умира от рак на стомаха на 24 април 1953 г.
След опелото, извършено от неговия приятел протопрезвитер Александър Шабашев, тялото на Солоневич е погребано в Британското гробище в Монтевидео.
Реабилитиран на 20 юли 1989 г. от военната прокуратура на Ленинградския военен окръг.

## Възгледи
Иван Солоневич е противник на всички видове социализъм – като в случая с СССР особено го възмущава несъответствието на практиката с провъзгласените демократични идеали. На тази тема са книгите му „Диктатурата на импотентните“ („Диктатура импотентов“) и „Диктатурата на негодниците“ („Диктатура сволочи“).
Привърженик е на либерална пазарна икономика и на самодържавната монархия, която той разграничава от абсолютната и конституционната монархия по западен образец. В един от последните броеве на „Наша страна“ приживе мислителят определя основните задачи на монархическото движение – ликвидиране на болшевизма, борба срещу разчленяването на Русия и възстановяване на монархията, като последното включва борба с реакцията и оформяне и закрепване на идейната нагласа.
Под реакция Иван Лукянович разбира практически целия управляващ елит на бившата Руска империя. Той счита, че възстановяването на социално-административната база на стария управляващ слой е физически невъзможно: „Бившият руски управляващ слой политически съвършено се разложи преди революцията, и именно това разложение направи революцията възможна.“
Излага идеите си в това число в труда „Народная монархия“ – най-известната му книга. Идеал за него е Русия преди реформите на Петър Велики. Той смята, че заради тях страната отива все по-далеч от идеала за Народна монархия, а под влиянието на Запада елитът – дворянството, а след това и интелигенцията се откъсват от народната почва. А всеобщата „европеизация“ се превръща в трагедия за простия руски народ, загубил естествената връзка със собствения интелектуален слой, което в крайна сметка довежда до падането на монархията в Русия.
Солоневич счита за изход възвръщането на народа към своите корени чрез възстановяването на „народната“, „социалната“ монархия в нейната цялост „от царския престол до селското събрание.“